# خالد لموشية
خالد لموشية (بالفرنسية: Khaled Lemmouchia) (6 ديسمبر 1981 في غيفورز)، أصوله من مدينة واد سوف، لاعب كرة قدم جزائري، يلعب لصالح نادي البطولة الوطنية الجزائرية لكرة القدم (القسم الأول) وفاق سطيف ومنتخب الجزائر في مركز الوسط المدافع.

## المسيرة الرياضية مع الأندية
بدأ لموشية مسيرته الرياضية في أكاديمية نادي أولمبيك ليون الفرنسي للناشئين عندما كان يبلغ من العمر 16 سنة. على الرغم من رغبة عدة أندية فرنسية للتعاقد معه إلا أن لموشية قرر أن ينضم للفريق الرديف لنادي ليون ولكن بسبب مماطلة نادي ليون في توقيع عقد احترافي معه قرر لموشية التوقيع لصالح نادي مولان الهاوي. بعد سنة واحدة انضم إلى نادي ليون دوشير الهاوي موقعا معهم على عقد يمتد لأربع مواسم. في صيف سنة 2006 قرر توقيع أول عقد احترافي مع نادي وفاق سطيف الجزائري. في أول موسم له استطاع فرض نفسه في التشكيلة الأساسية وقاد النادي لتحقيق بطولة دوري أبطال العرب مرتين موسمي 2006-2007 و2007-2008 وبطولة الدوري موسم 2006-2007 وكأس الجزائر موسم 2009-2010.

## المسيرة الرياضية مع المنتخبات
بسبب وجوده في نادي ليون للناشئين فإنه تم استدعائه للمشاركة مع منتخب فرنسا للناشئين تحت 17 سنة ولكنه رفض الدعوة وقرر تمثيل منتخب بلاده الأصلي الجزائر للشباب تحت 20 سنة في سنة 2001 ضمن نهائيات بطولة كأس أمم أفريقيا للشباب تحت 20 سنة. تم استدعائه للمرة الأولى مع منتخب الجزائر في يناير 2008.

## مسيرته الكاملة
بدأ خالد في استقطاب أنظار المتتبعين والمناجرة بمردوده الرائع منذ كان في ربيعه ال16..إلى درجة جعلت جميع مراكز التكوين في المنطقة تصر على ضمه بالاصافة إلى العروض الكثيرة التي كانت تصله دوريا من نوادي الشبان الجهوية..وكان خالد لموشية مع فرصة العمر للدخول في تشكيلة المنتخب الفرنسي لأقل من 17 سنة في دورة كأس العالم 1998 لكن وطنية وتعلق خالد ببلده الأم وتحت ضغط من أقاربه جعلته يرفض هذا العرض أملا في أن يتقمص ألوان «الخضر» ذات يوم..
وفي وقت كان فيه منتخب الخضر للأواسط يحضر لأهدافه الأفريقية..كان مرموه على المسابقات التي ترعاها الفيفا ضروريا بالمرة..مما جعل أشبال ثنائي التدريب آنذاك (كريم ماروك + عبد الكريم عراجي) يبدؤون تصفيات كأس أفريقيا ضد النتخب الليبي بملعب 5 جويلية (الذي كان مدرجاته فارغة في ذلك اللقاء)..وبرز خالد لموشية في ذلك اللقاء حيث أقلق كثيرا ياسين بزاز (المحترف حاليا)...تشكيلة الأواسط كانت ذلك الوقت تزخر بنجوم ومهارات لاتعد ولاتحصى على شاكلة: روايغية-دغيش مصباح-العيفاوي-واسطي-خدير-حملاوي- لوصيف- روان..الخ
وبعد التأهل على حساب المنتخب الليبي لعب الخضر في ملعب «عمر حمادي» ضد غـانـا (2-2) في وقت كان يلزم الخضر هدف واحد اضافي للتأهل..ومع نكسة الأكابر في القاهرة وتعويض «محمد روارواة» لـ«كزال» على رأس الاتحادية كان العمل القاعي الذي قام به الثنائي السابق قد دمر بالكامل..مما أدى إلى انقطاع تواصل اللاعبين وخاصة منهم المغتربين بفريق الأواسط وفقد منتخبنا الشاب لاعبين كثرا ومنهم خالد لموشية الذي عاد إلى فرنـسا ولم يظهر بعدها في أي انتقاء للاعبي المنتخب الوطني
أكمل بعدها خالد لموشية تعلم أبجديات الكرة الاحترافية في فريق أولمبيك ليون الفرنسي (كان يلعب جنبا إلى جنبا مع فريديريك كانوتي وغيره..)
إلى ان جاء اليوم الذي قرر فيه مسيريو ليون تدعيم الفريق بلاعبين مخضرمين ومتميزين لعل وعسى يجلبون للفريق الفرنسي الألقاب والتتويجات..مما جعل خالد الذي كان في التشكيلة الاحتياطية والذي ظهر في بعض المرات على كرسي احتياط الفريق الأول إلى المغادرة إلى نادي Moulins في بطولة الC.F.A الفرنسية (الدرجة 3)..وخان الحظ لموشية وتركامت عليه الاصابات مما جعله وفي غضون مومسن متتالين يفقد إمكانياته البدنية والفنية الخارقة للعادة..
وفي ديسمبر 2002 عاد خالد إلى ليون ولكن ليس إلى الOL ولكن إلى فريق lyon la duchére وهو فريق يلعب في الدرجة الثالثة كذلك..ولم يسطع نجم خالد في الفريق الذي كان يلعب فيه Juninho, Diarra, Elber وغيرهم كثير..
وأخيرا تنفس لاعبنا الصعداء بعد التحاق المدرب moizan بالفريق..والتحاق عدد من اللاعبين المتميزين بفريق الO.L..وحفز المدرب لاعبيه بدخول فريق lyon la duchére كاس فرنسا وسطع نجم لموشية الذي أصبح قائدا للفريق بعد أن اكتسب الثقة اللازمة في نفسه بعد ماعانة طويلة..وكان خالد دائما صانع تاهل فريقه في مبارياته المتعددة في كأس فرنسـا..
أجرى الوفاق تربص ذلك الموسم بمدينة «فيشي» الفرنسية..ولعب مبارايات ودية عديدة لاقته إحداها بفريق lyon la duchére فريق خالد لموشية..الذي جلب الأنظار في تلك المباراة مما أدى برئيس الوفاق عبد الحكيم سرار بالتقرب من اللاعب ومحاولة اقناعه بالانضمام إلى الوفاق السطايفي..
اللاعب وبحكم نضجه الفكري لم يعارض الانضمام إلى فريق بدأ يسترجع ماضيه الكروي المجيد فقرر الانضمام إلى التشكيلة السطايفية تحت اشراف المدرب رشيد بلحوت
روغم عودة لموشية إلى بلده الأم..إلا أن المدرب رشيد بلحوت كان دائما يضع لموشية خارج حساباته التكيتيكية..ولم يلعب خالد أي دقيقة منذ انضمامه للوفاق ولمدة طويلة جعلته يخرج عن صمته وهو المعروف بهدوئه ويصرح لرئيس الوفاق أنه مل من هذه الوضعية..حكوم عرف كيف يهدأ لموشية وطالبه بمواصلة العمل إلى أن تتاح له الفرصة..
لموشية ونظرا لفكره الاحترافي تقبل نصائح رئيسه وبقي يعمل بكل قوة وتفان إلى أن جاءته فرصة الدخول بديلا ذات يوم بعد سلسلة الاصابات في البيت السطايفي..يومها «أهبر» لموشية كل المتتبعين بأداءه ارائع ومنذ ذلك اليوم «سمر بلاصتو» في وسط الميدان الدفاي للوفاق السطايفي..وكان لموشية أحد أبرز العوامل التي أدت بالوفاق إلى احراز «دوبلي» ذلك الموسم..وحتى الموسم الماضي كان خالد لموشية من بين أبرز اللاعبين السطايفية وعمل مع بقسة اللاعبين على عدم خذل الجمهور السطايفية وأدخل البهجة إلى قلوب السطايفية والجزائريين عامة باحرازه مع الوفاق الكأس العربية الثانية حيث كان لموشية حاضرا وبقوة في كل اللقاءات برزانته وذكائه وفطنته ونضجه التكتيكي وتمريراته الحاسمة..
ولم يمر تألق خالد لموشية وخاصة في الكأس العربية مرور الكرام على الأندية العربية والخليجية منها خاصة..ووصلته عروض «لاتصد ولاترد» من أندية الأهلي السعودي وعدة أندية أخرى...
لكن لموشية ليس ذلك اللاعب ال«جشع» الذي يلهث وراء الأموال..بالعكس فهو لم ينكر فضل الوفاق الذي استطاع ارجاعه إلى سابق مستواه وتألقه وفضل المواصلة للموسم الثالث مع «الكحلة» عاقدا العزم هو وزملاؤه على نيل أكبر عدد من الألقاب هذا الموسم..تألقه كذلك جعله قطعة أساسية في تشكيلة سعدان الوطنية خاصة وأن «رابح» يعرف جيدا إمكانات اللاعب السطايفي حيث أنه دربه في الوفاق نهاية موسم 2006/2007...
وكما أن خالد لموشية لاعب ذو مستوى كبير وإمكانيات البدنية والفنية لاينكرها عاقل ويشهد بها الجميع نظرا لأناقته فوق الميادين..سواء مع الوفاق أو مع الخضر..إلا أنه ابهر الجميع أكثر بتواضعه أخلاقه الرفيعة..حيث لم ينس يوما أنه ابن «واد سوف» وحمل معه التاج العربي ليشاركه أبناء مدينته الفرحة إلى درجة جعلت إذاعة «الوادي» تخصص يوما كاملا مفتوحا للموشية الذي فتح قلبه وأجاب عن كل أسئلة المستمعين..تواضع لموشية وأخلاقه جعلته يكبر يوما بعد يوم في أعين مناصري الوفاق السطايفي خاصة وأنه لاعب رزين وهادئ و«عمرو مادار أدنى مشكل» وصرح أنه إذا لم يحترف خارج الجزائر فانه لن يلعب لأي ناد ماعدا الوفاق..و حتى كل الجماهير الجزائرية تحترمه ولا يوجد من تجرأ على شتمه أو سبه يوما في أحد الملاعب..وانتقل النجم لموشية إلى اتحاد العاصمة بعد أن دخل هذا الأخير في ثورة استقدمات من الطراز الرفيع بجانب كل من يخلف والعيفاوي وجديات..وأخير يمكننا القول بان خالد لموشية مثال على نجاح اللاعب المحترف داخل الديار الاصلية

## إنجازات اللاعب
- بطل الدوري الجزائري 2007 مع وفاق سطيف
- بطل دوري أبطال العرب في 2007 و2008 مع وفاق سطيف
- بطل كأس الجزائر 2010 مع وفاق سطيف

## روابط خارجية
- خالد لموشية على موقع قاعدة بيانات كرة القدم.إي يو (الإنجليزية)
- خالد لموشية على موقع ليكيب (الفرنسية)
- خالد لموشية على موقع ناشيونال فوتبول تيمز (الإنجليزية)
- خالد لموشية على موقع Soccerway.com (الإنجليزية)
- خالد لموشية على موقع كووورة